# Ciudad Maya
Ciudad Maya är en ort i Mexiko.   Den ligger i kommunen Berriozábal och delstaten Chiapas, i den sydöstra delen av landet, 700 km öster om huvudstaden Mexico City. Ciudad Maya ligger 1 001 meter över havet och antalet invånare är 715.
Terrängen runt Ciudad Maya är kuperad åt sydväst, men åt nordost är den platt. Runt Ciudad Maya är det ganska tätbefolkat, med 166 invånare per kvadratkilometer. Närmaste större samhälle är Ocozocoautla de Espinosa, 6,8 km väster om Ciudad Maya. I omgivningarna runt Ciudad Maya växer huvudsakligen savannskog.